# Danis
Danis, também chamados ndanis, e algumas vezes confundidos com os lanis, são um povo do planalto central do oeste de Nova Guiné (na província indonésia de Papua). São uma das tribos mais populosas na planície e estão distribuídos por toda região. São um dos grupos étnicos melhor conhecidos da Papua, devido aos turistas relativamente numerosos que visitam o vale de Baliem onde abundam. Ndani é o nome dado pelos monis aos grupos do vale de Baliem, e enquanto não chamam-se danis são melhor conhecidos assim desde a expedição do Governo Colonial Alemão-Instituto Smithsonian de 1926 à Nova Guiné sob Matthew Stirling que visitou os monis.